# عنكبوت أحمر الظهر
العنكبوت الأحمر الظهر (الاسم العلمي: Latrodectus hasseltii)، عنكبوت سام يعيش في أستراليا تتميز هذا العناكب بالشريط الأحمر في ظهرها.